# Лаба, Борис Михайлович
Борис Михайлович Лаба (22 октября 1937 года, с. Турья Пасека, ныне Ужгородского района Закарпатской области — 10 января 2011 года, Киев) — украинский хоровой дирижёр, композитор, педагог. 3аслуженный артист Украинской ССР (1979). Лауреат Государственной премии АР Крым (1995).

## Биография
Борис Михайлович Лаба родился 22 октября 1937 года в селе Турья Пасека, ныне Ужгородского района Закарпатской области. В 1961 году окончил Ужгородское музыкальное училище по классу педагога П. Гудзя. В 1966 году окончил Киевскую консерваторию (ныне Национальная музыкальная академия Украины имени П. И. Чайковского) по классу дирижирования педагога А. Миньковского и классу композиции А. Штогаренко.
С 1960 года работал методистом областного Дома народного творчества в городе Ужгороде, с 1965 года — хормейстер Буковинского ансамбля песни и танца Черновицкой областной филармонии, с 1966 года — хормейстер Государственной заслуженной капеллы бандуристов Украины, с 1970 года — хормейстер Заслуженного академического народного хора им. Г. Веревки.
Одновременно с 1975 по 1988 год работал преподавателем Киевского института культуры (ныне Киевский национальный университет культуры и искусств). С 1988 по 2005 год — художественный руководитель ансамбля песни и танца «Славноцвит» с. Славное Раздольненского района АР Крым. Под руководством Бориса Михайловича Лабы хор получил звание лауреата 1-го Всеукраинского конкурса ансамбля песни и танца (Ровно, 1992), дипломанта нескольких конкурсов самодеятельности искусства Крыма.
Скончался 10 января 2011 года в Киеве в возрасте 74 лет.

## Творческое наследие
Музыкальные произведения:
- Опера «Пламя любви» (в 4 действиях с прологом и эпилогом, слова Леси Украинки, либретто автора, 1999);

для солистов, хора и оркестра:
- Кантаты — «Карпатская легенда», слова автора (1966);
- «Фрески» Кобзаря ", слова Т. Шевченко (1970);
- «Труд и мир — обладатель земли», слова А. Дориченко (1987);
- «Земле моя, всеплодющая мати», слова И. франка (1989);
- «Сеє не умре ніколи», слова И. Котляревского (1990);
- «Не умирает душа наша», слова Т. Шевченко (1994);
- «Дума о Родине», слова автора (2002).

для хора, колоколов и ударных:
- «Героическая литургия-симфония» («Отче наш», «возлагает на Бога надежду», «Плач Иеремии», «Только в Господе правда и сила»; библейский текст, 1996).

для хора :
- хоровая поэма «Закувала зозуленька» (1972);
- хоровая картина «Более прудом вечером тростник» (1980, обе — слова Т. Шевченко);
- торжественная поэма «Ради мира творим жизнь» (1983);
- «Акварели Карпат» (1987), оба — слова автора.

Сочинения для бандуры, обработки украинских народных песен (свыше 50).

## Награды и звания
- 3аслуженный артист Украинской ССР (1979)
- Лауреат Государственной премии АР Крым (1995)